# Aeromancja

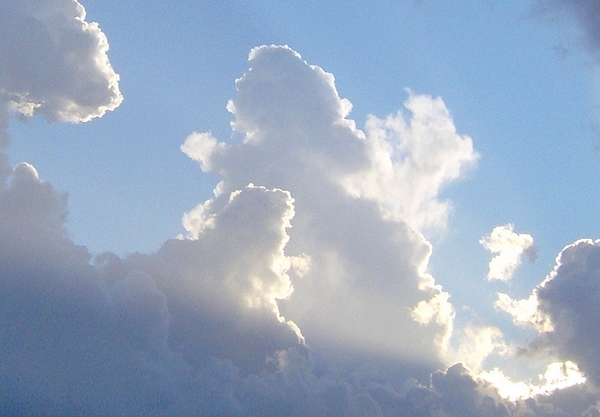
Chmury

Aeromancja (z greckiego aero, „powietrze” i manteia, „wróżba”) – przepowiadanie przyszłości na podstawie pogody, najczęściej z błyskawic, grzmotów, kształtu chmur oraz kierunku i siły wiatru. Jest to jedna z najstarszych metod wróżenia, stosowana była już w starożytności przez babilońskich kapłanów.

## Typy aeromancji
Jest wiele typów wróżenia, które mogą być przypisane określeniu „aeromancja”:
- Austromancja – wróżenie poprzez obserwację wiatru; 
  - Anemoskopia – wróżenie przez interpretację kierunku i siły wiatru;
  - Nephomancja – wróżenie przez interpretację układu chmur;
- Ceraunoskopia – wróżenie poprzez interpretację grzmotów i błyskawic;
- Chaomancja – wróżenie z powietrznych wizji; 
  - Kometomancja – wróżenie z wyglądu ogona komety;
  - Meteoromancja – wróżenie z meteorów.

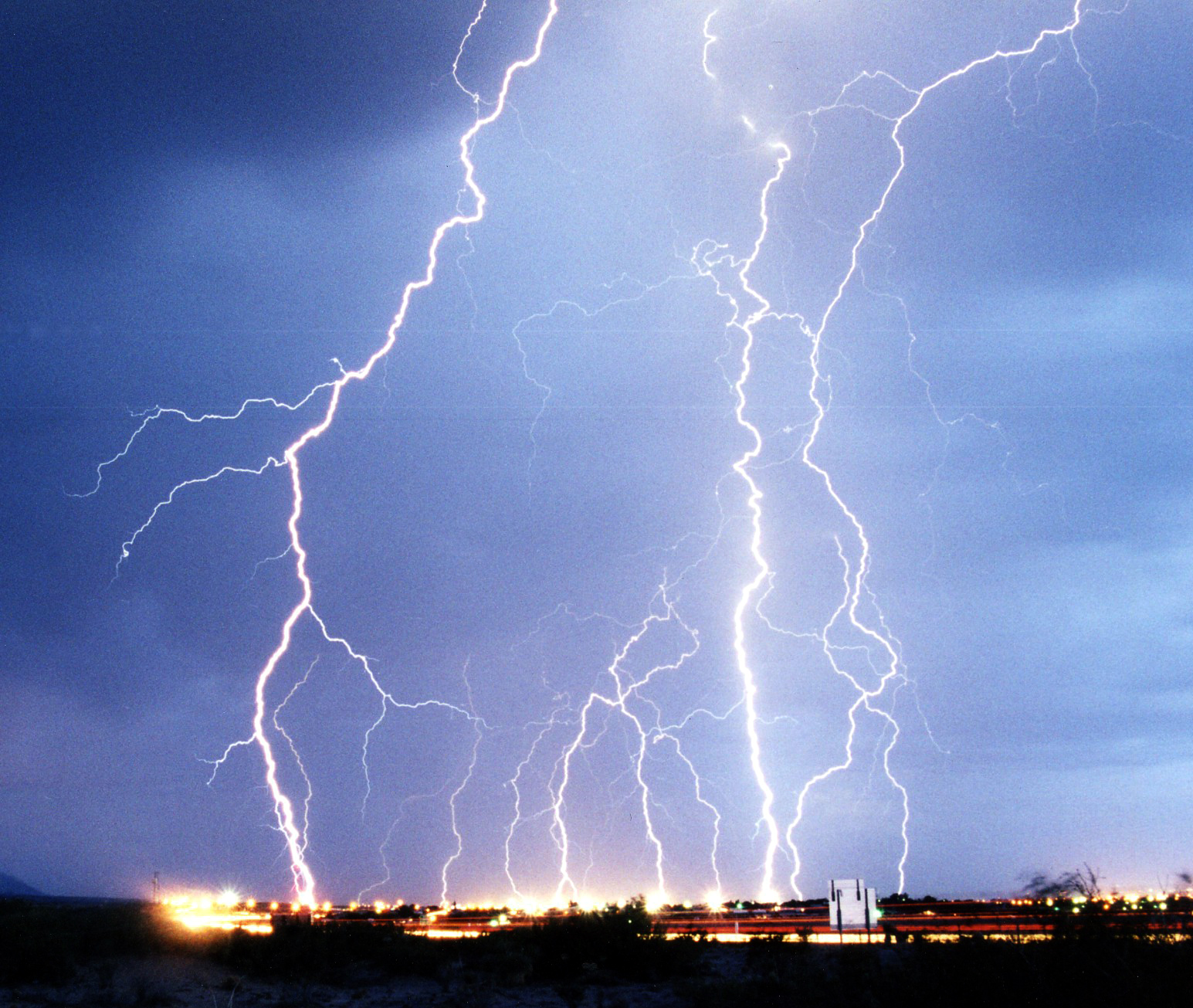
Błyskawice

## Historia
W starożytności ludzie postrzegali aeromancję jako zajęcie dla medium, przez które bogowie okazywali zarazem radość i gniew wobec tego, który ich czcił, więc nie jest zaskoczeniem, że aeromancja jest jedną z najstarszych metod wróżenia. Hindusi, Etruskowie i Babilończycy jako pierwsi znaleźli specjalne znaki na niebie, co spotkało się z dużym zainteresowaniem. Z czasem zaczęli praktykować chaomancję i ceraunoskopię. Ta fascynacja omenami na niebie odzwierciedla uwielbienie bogów przez tych ludzi.
Dwójka bóstw kojarzona z ceraunoskopią to:
- Tinia, etruski bóg błyskawic
- Adad, babiloński bóg burzy, wiatru, deszczu i piorunów.